# مسندم (محافظة)
محافظة مسندم هي محافظة عمانية، وتقع في أقصى شمال عمان وتطل على مضيق هرمز، وتتمتع بطبيعتها الخلابة ومناظرها الرائعة وتعتبر مكاناً لتجمع السياح بشكل كبير جدا. تحظى محافظة مسندم بأهمية إستراتيجية بالغة حيث تطل على مضيق هرمز الذي يعد أكثر الممرات المائية الدولية أهمية خصوصا لصادرات النفط والتجارة سواء على مستوى المنطقة أو على المستوى الدولي، إذ يمر من خلال المضيق نحو 90% من صادرات دول الخليج من النفط إلى العالم. كما أنه يُعد البوابة الشرقية لحركة التجارة والملاحة من وإلى الدول المطلة على الخليج.

## الجغرافيا

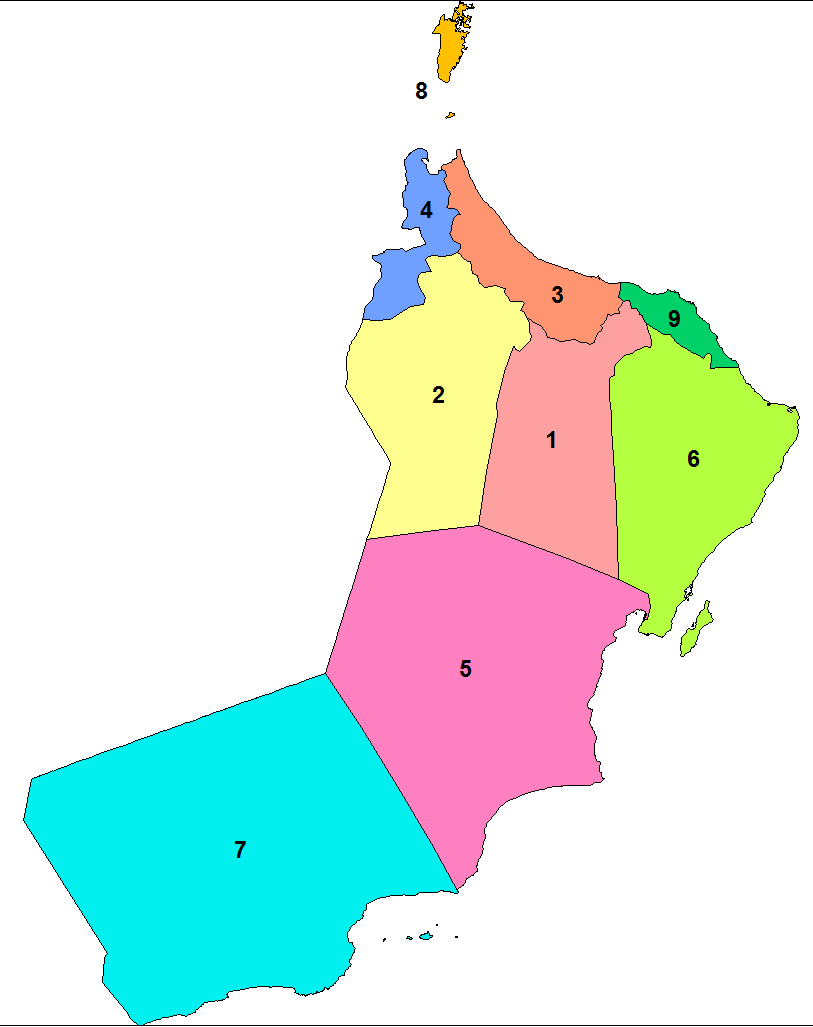
تقسيم المناطق والمحافظات العُمانية (محافظة مسندم رقم 8).

### الموقع والمساحة
تقع محافظة مسندم في أقصى الشمال من سلطنة عمان، يحدها من الغرب الخليج العربي ومن الشرق بحر عمان ومن الشمال مضيق هرمز، وتقع على قمم جبال الحجر ويبلغ ارتفاع جبالها الوعرة حوالي 2100 متر فوق سطح البحر.
تتميز محافظة مسندم بموقعها الاستراتيجي المميز حيث يطل جزء منها يعرف باسم «رأس مسندم» على الممر المائي الدولي الهام المعروف باسم مضيق باب السلام (أو مضيق هرمز). والمضيق ليس بأكمله صالحا للملاحة البحرية فالجزء الصالح للملاحة يقع ضمن المياه الإقليمية للسلطنة مما جعل أهل المحافظة يتحملون مسؤولية كبيرة تجاه تنظيم الملاحة في هذا المضيق منذ أقدم العصور وقد ازدادت الأهمية الإستراتيجية لهذا المضيق في التاريخ المعاصر بعد أن صار معبراً لـ90% من بترول الخليج العربي إلى بلدان العالم وتمتعت بحكم ذاتي مستقل في فترة زمنية سابقة.
تبلغ مساحة محافظة مسندم حوالي 1800 كيلومتر مربع.

### المناطق والأحياء
تعتبر خصب المركزا الإقليمي لمحافظة مسندم وتبعد عن مسقط نحو 570 كم. وتقع خصب في أقصى شمال المحافظة وتستمد اسمها من خصوبة تربتها ويوجد فيها ميناء خصب، كما تتميز ولاية خصب بطبيعتها الخلابة وطرقها المؤدية إلى قمم الجبال، وهناك رحلات جوية يومية من مسقط، كما توجد رحلات بحريه بالعبارات السريعة، كما يمكن الوصول إليها بالبر عن طريق معبر يمر بدولة الإمارات العربية المتحدة.
أما مدينة دبا البيعة فتقع جنوب شرق محافظة مسندم ويعتمد سكانها على الصيد، والزراعة، وصناعة السفن، وتربية المواشي والزي التقليدي للمنطقة هو (الثوب العربي أو البريمي والغترة والعقال).

## السكان
بلغ عدد سكان المحافظة (31,425) نسمة وفقا لنتائج التعداد العام للسكان والمساكن والمنشات لعام 2010م، و (42,865) نسمة وفقا لإحصائيات شهر يوليو 2016م. و (45,605) نسمة وفقا لإحصائيات شهر سبتمبر 2019م 

## التقسيم الإداري
تضم محافظة مسندم أربعة ولايات هي:
- ولاية خصب.
- ولاية بخا.
- ولاية دبا.
- ولاية مدحاء.[10]

ويبلغ عدد الأعضاء المنتخبين للمجلس البلدي لمحافظة مسندم 8 أعضاء يمثلون مختلف ولايات المحافظة.

## السياحة والمعالم

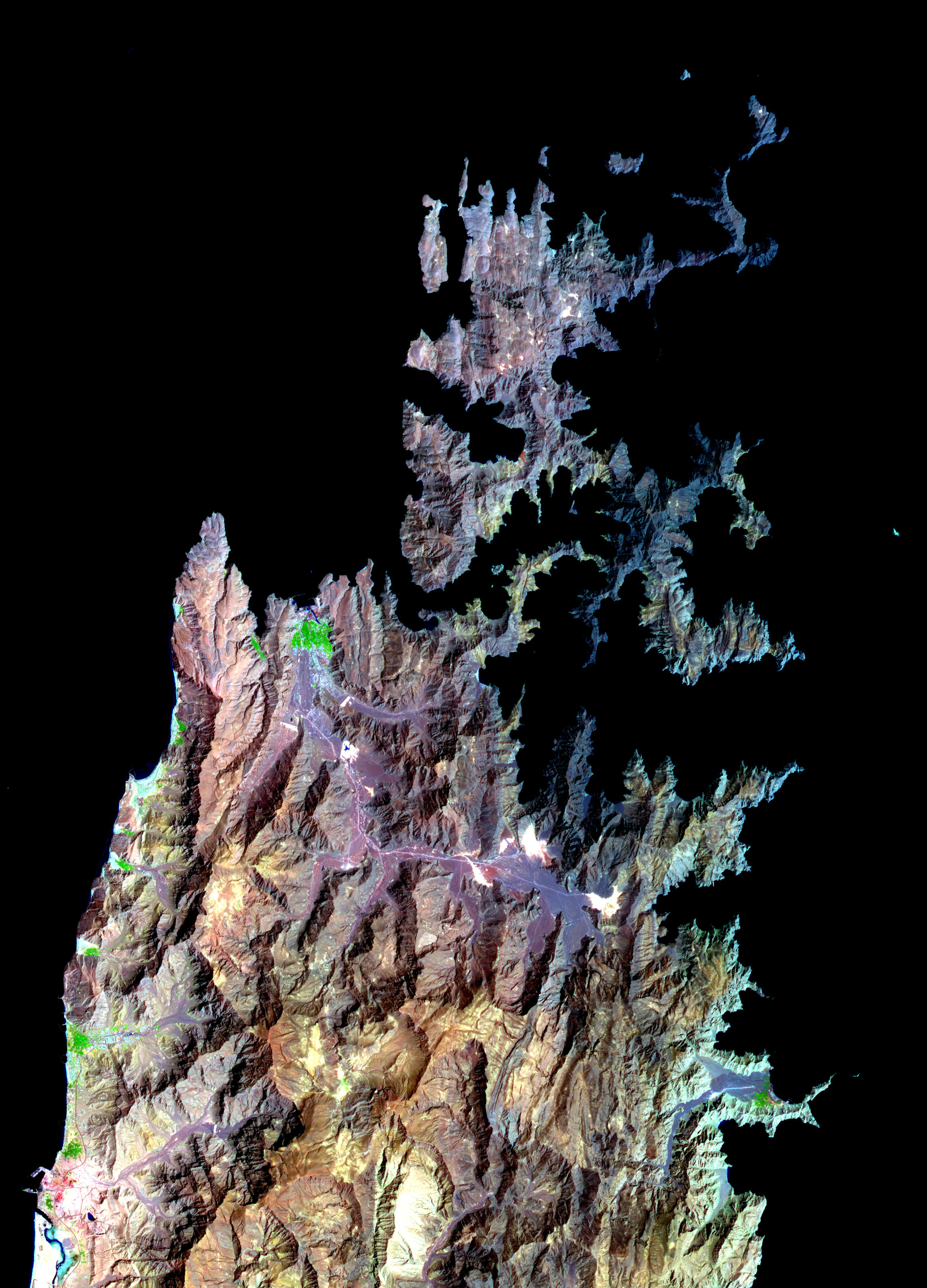
شبه جزيرة مسندم، عمان

### بيت القفل
يمثل بيت القفل نوعاً خاصاً من العمارة يدل على مدى براعة العمانيين القدماء في التأقلم مع ظروف الطقس والحياة، ويتم بناء هذا البيت في البداية من خلال حفر الأرض لمسافة لا تقل عن متر واحد، ومن ثم يتم وضع جرار فخارية كبيرة وذلك لتخزين التمور وبعض المؤن لفصل الصيف القاسي في هذه الجبال، ومن ثم يبنى هذا البيت من الحصى ومن ثم يعمد لسقفه والذي يكون عادة من جذوع شجر السدر أو الصمر.

### أحافير جبل حريم
تقع هذه الأحافير على ارتفاع يصل إلى 1,600 متر عن سطح البحر بولاية خصب، وتعد الرحلة إليه مغامرة شيّقة بسيارات الدفع الرباعي من خلال الطريق الذي يمر بين الجبال والقرى الجبلية ومزارع القمح وأودية خضراء بين المرتفعات.
يصل الزائر إلى القمة المنبسطة لجبل حريم، وهناك يشاهد الزائر أحافير أسماك وأصداف بالإضافة إلى أحياء بحرية أخرى متحجرة، ويقدر العمر الجيولوجي لهذه الأحافير بأكثر من 250 مليون سنة حين كانت البحار تغمر هذه القمم الجبلية.

### حصن خصب
بُني هذا الحصن على أنقاض الحصن القديم الذي شيده البرتغاليون في القرن السابع عشر الميلادي حيث لا تزال بعض أجزاء الحصن القديم واضحة للعيان من خلال البرج الدائري الذي يتوسط ساحة الحصن، وللحصن الحالي أربعة معاقل.
كما تم تأهيل البرج الأوسط الكبير ليكون متحفاً يعرض مختلف المشغولات اليدوية والمقتنيات الأثرية بمحافظة مسندم وتأهيل المرافق السكنية الموجودة بالحصن وتحويلها إلى معرض للأزياء التقليدية بأنواعها المختلفة مع الحلي التقليدية.

### قرية كمزار
تقع في أقصى الشمال من شبه جزيرة مسندم، ويمكن الوصول إلى هذه القرية عن طريق القوارب السريعة، وتظهر القرية كبقعة صغيرة محاطة بجبال وعرة.

### نيابة ليما
وهي قرية صغيرة تفصلها عن ولاية دبا بمحافظة مسندم قمم جبلية وعرة لذا فإن أفضل وسيلة للوصول لهذه القرية تكون عن طريق الرحلات البحرية باستخدام القوارب. كما وتتميز القرية بالعديد من الصناعات الحرفية.

### باب فك الأسد
وهو عبارة عن تشكيلات جبلية على شكل رأس الأسد، وتوجد فية كتلتان صخريتان تبدوان وكأنهما فكي أسد مفتوح، وكان التجار والبحارة يعتبرون اللجوء لهذه المنطقة والدخول من هذه البوابة أماناً لهم من العواصف والتيارات البحرية المتشكلة في نقطة التقاء بحر عُمان بالخيلج العربي والمحيط الهندي قريبة في مضيق هرمز.

### خور نجد
وهو أحد أكبر الأخوار في محافظة مسندم، ويعود سبب تسميته لكلمة نجده وهي بمعنى نداء الاستغاثة، حيث كان الرحالة والتجار يحتمون به عند سوء الأحوال في البحر.ويمكن الوصول إليه إما بحراً بالسفن التقلدية أو بسيارات الدفع الرباعي من خلال طريق جبلي ومن خلال هذا الطريق يطل الزائر على منظر بانورامي للخور من ارتفاع 420 متراً يتمازج فيه البحر والجبل بمنظر مهيب.

### وادي الروضة وهضبتها
في الطريق لهذا الوادي يجد الزائر العديد من الأحافير والآثار التي تؤكد وجود تجمعات بشرية قديمة، وفي فصل الربيع والأمطار تبدو المناظر أكثر جمالا حيث تختفي بعض حيوانات الرعي وسط الأعشاب نتيجة لكثافة وارتفاع الحشائش، تضيف أشجار السدر لهذه المنطقة الظلال التي يتخذ منها السياح عادة أماكن للتخييم والاستراحة.

### خور شم
يقع هذا الخور بولاية خصب، ويصل طوله إلى 20 كم ويحتوي على العديد من القرى، ويمكن الوصول إليه بحراً فقط وذلك عن طريق السفن، ويعد مقصداً سياحياً للتنزه والتخييم ومشاهدة الدلافين.
يتوسط الخور جزيرة صغيرة تدعى جزيرة التلغراف، ويرجع سبب التسمية إلى أنه في عام 1860 استخدمت هذه الجزيرة كقاعدة ربط لكيبل التلغراف (والذي تم مده تحت الماء) لربط البصرة في العراق بالهند.

### قانة
وهي واحدة من أقدم القرى الموجودة في خور شم بولاية خصب، ويتم الوصول إليها عن طريق البحر من خلال  الزوارق التي تعبر المنطقة ويعتمد معظم أهالي القرية في معيشتهم على مهنة الصيد.

## وصلات خارجية
- رابط خارجي للمعلومات التفصيلية.
- مُسندم.. جزر جبلية تحتضن «الشحوح» وتحرس المضيق استطلاع مصور من مجلة العربي.